# Es (1966)
Es ist ein deutscher Spielfilm aus dem Jahre 1965 von Ulrich Schamoni mit Sabine Sinjen und Bruno Dietrich in den Hauptrollen als junges Paar. Der Film gilt heute, zusammen mit Der junge Törless und Schonzeit für Füchse, als Startschuss für den Neuen Deutschen Film.

## Handlung
Die junge Hilke, eine technische Zeichnerin in einem Architekturbüro, und der etwa gleichaltrige Manfred, der Assistent eines renommierten Grundstücksmaklers, leben ohne Trauschein im Westteil Berlins. Ihr Leben scheint in perfektem Einklang abzulaufen, nichts stört bislang das junge Glück, das sich bewusst spießiger Bürgerlichkeit konsequent entzieht. Eines Tages muss Hilke feststellen, dass sie schwanger ist. Weil sie glaubt, dass Manfred ein Kind als einengend empfinden würde und sie ihn nicht auf diese Art an sich binden will, und weil sie nicht möchte, dass er sie aus reinem Pflichtgefühl heiratet, verheimlicht Hilke Manfred ihre Schwangerschaft.
In ihr reift der Plan, „es“, das in ihrem Bauch heranwachsende Kind, heimlich abtreiben zu lassen. Die von ihr konsultierten Ärzte sind keine wirkliche Hilfe, sie erzählen ihr lediglich die eingeübten, wie Stanzen auf sie wirkenden Standardsätze, die Mediziner in solchen Fällen einer Schwangeren eben vortragen, um den Eingriff dann letztlich abzulehnen. Durch einen Zufall erfährt Manfred von Hilkes Schwangerschaft. Als er seine Lebensgefährtin damit konfrontieren will, hat sie inzwischen eine Möglichkeit gefunden, den Fötus abzutreiben. In der Schlussszene sitzen sich die beiden jungen Leute in ihrer Wohnung schweigend gegenüber.

## Produktion
Die Dreharbeiten fanden vom 6. September bis zum 10. Oktober 1965 statt. Gedreht wurde im Westteil Berlins. Der Film wurde nach der nichtöffentlichen Vorpremiere vom 18. Januar 1966 in der Akademie der Künste am 17. März 1966 im Atelier am Zoo uraufgeführt und für Jugendliche ab 16 Jahren freigegeben. Die Fernseherstausstrahlung erfolgte am 20. November 1969 im ZDF.
Es war der erste abendfüllende Spielfilm des bis dahin weitgehend unbekannten Ulrich Schamoni.
Tilla Durieux gab hier nach einem halben Jahrhundert höchst unregelmäßiger Tätigkeit im Kinofilm ihre Abschiedsvorstellung. Weitere prägnante Gastauftritte absolvieren bekannte Persönlichkeiten jener Jahre wie der Theaterschauspieler Bernhard Minetti, der Filmkritiker und Regisseur Will Tremper, der Fernsehmoderator Werner Schwier, die Filmeditorin Heidi Genée und Regisseur Schamoni selbst.

## Auszeichnungen
Es wurde am 26. Juni 1966 mit dem Filmband in Silber, ausgezeichnet und erhielt eine Prämie in Höhe von 300.000 DM. Gemeinsam mit Törless-Regisseur Volker Schlöndorff erhielt Schamoni ex aequo das Filmband in Gold.
Weitere Filmbänder in Gold gingen an Sabine Sinjen als beste Hauptdarstellerin und Bruno Dietrich als bester Nachwuchsschauspieler. Die Kameraführung Gérard Vandenbergs wurde ebenfalls mit einem Filmband in Gold belohnt.
Bei den Filmfestspielen von Cannes 1966 beteiligte sich Es im Wettbewerb um die Goldene Palme. Beim Filmfestival von Locarno erhielt Es im selben Jahr eine besondere Erwähnung.

## Kritik
In Reclams Filmführer ist zu lesen: "Der Film wurde als Auftakt des „jungen deutschen Films“ berühmt. Was zahlreiche Regisseure im „Oberhausener Manifest“ des Jahres 1962 gefordert hatten, das hatte hier ein 25-jähriger Außenseiter mit geringem Budget und ohne staatliche Hilfe praktisch im Alleingang verwirklicht. Der Film erzählt seine Geschichte mit sympathischer Ungezwungenheit; er verzichtet auf Thesen und Nutzanwendungen, aber nicht auf eine eigene Position, die u. a. auch im Schlußbild, in der Unmöglichkeit der Kommunikation deutlich wird. […] Der Stil des Films ist scheinbar verspielt – eine sehr bewegliche Kamera, temporeicher Schnitt, heitere Zwischenspiele. Stets wird der Eindruck der Improvisation erweckt; aber im Endeffekt scheint alles sorgfältig kalkuliert."
Das Lexikon des Internationalen Films schrieb: "Eines der ersten, beispielhaften Werke des „Jungen Deutschen Films“: Mit dem Versuch, bundesdeutsche Alltagswirklichkeit und das Lebensgefühl der jungen Generation einzufangen, wendet sich Regisseur Ulrich Schamoni gegen die Tabus und Konventionen des problemfreien Unterhaltungskinos der 50er und 60er Jahre. Durch experimentelle Verfremdungen (Zwischentitel, dokumentarische Szenen) wird der Illusionscharakter des Films – und die Naivität der Helden – relativiert mit dem Ziel einer kritischen Distanz zu den dargestellten Problemen."
In Kay Wenigers Das große Personenlexikon des Films heißt es: "„Es“ schilderte in teils spröden, unaufgeregten, oft aber auch faszinierend beweglichen, innovativen und fast verspielten Bildern (an der Kamera: Gerard Vandenberg) die Geschichte eines jungen Paares in der Krise und wurde damit einer der ersten Filme, die bundesdeutsche Realitäten des alltäglichen Lebens nachzuzeichnen suchten. Das Werk, mit seinem präzisen Problembewußtsein und seiner authentischen Machart ein Gegenentwurf zu dem 1962 in Oberhausen kritisierten ‘Papas Kino’, fand bei Kritik und einem jungen, aufgeschlossenen Publikum begeisterte Aufnahme."
Der Evangelische Film-Beobachter zieht folgendes Fazit: „Ein junger Regisseur erzählt jugendlich-frisch die Geschichte zweier junger Leute, ihrer Liebe vor der Ehe und das Bemühen um eine Abtreibung, ohne den Verzicht auf Ehe zu begründen oder die Ablehnung des Kindes glaubhaft zu motivieren. Psychologische Ungenauigkeit und stilistische Unsicherheiten werden aufgewogen durch Wirklichkeitsnähe und erzählerisches Temperament, so daß der Streifen Erwachsenen und heranwachsenden Jugendlichen ab 16 als Diskussionsfilm nahegebracht werden sollte.“